# Vattenfall
Vattenfall AB ist ein schwedisches Energieunternehmen und einer der führenden – nach eigenen Angaben der fünftgrößte – Stromerzeuger in Europa. Der Name Vattenfall ist der schwedische Begriff für das deutsche Wort „Wasserfall“ und ist eine Abkürzung für den ursprünglichen Namen Kungliga Vattenfallstyrelsen (deutsch: königliche Wasserfallbehörde). Vattenfall AB ist vollständig im Besitz des schwedischen Staates.
In Deutschland ist Vattenfall über seine Tochtergesellschaft Vattenfall GmbH aktiv und (nach E.ON, RWE und EnBW) das viertgrößte Energieversorgungsunternehmen.

## Unternehmensdaten
Das Unternehmen ist europaweit tätig und besitzt als Mutterkonzern Tochterunternehmen in Deutschland (Vattenfall GmbH), den Niederlanden (Vattenfall Nederland, ehemals N.V. Nuon Energy) und Dänemark (Elsam). Der Vattenfall-Konzern ist einer der größten Strom- und Wärmeerzeuger in Europa.
| Nettoumsatzerlöse:          | 158,85 Mrd. Schwedische Kronen (SEK) (166 Mrd. 2019) |
| Jahresgewinn nach Steuern:  | 7,7 Mrd. SEK (14,9 Mrd. 2019)                        |
| Kunden (2020):              | 14 Mio.                                              |
| Stromerzeugung (Jan.–Dez.): | 112,8 TWh (130,3 TWh 2019)                           |
| Stromabsatz (Jan.–Dez.):    | 164,1 TWh (169,4 TWh 2019)                           |
| Wärmeabsatz (Jan.–Dez.):    | 13,8 TWh pro Jahr (17,1 TWh 2019)                    |
| Beschäftigte:               | 19.859 (19.935 im Jahr 2016, 34.685 im Jahr 2011)    |

(Stand der Daten: 31. Dezember 2020)

## Konzerngeschichte

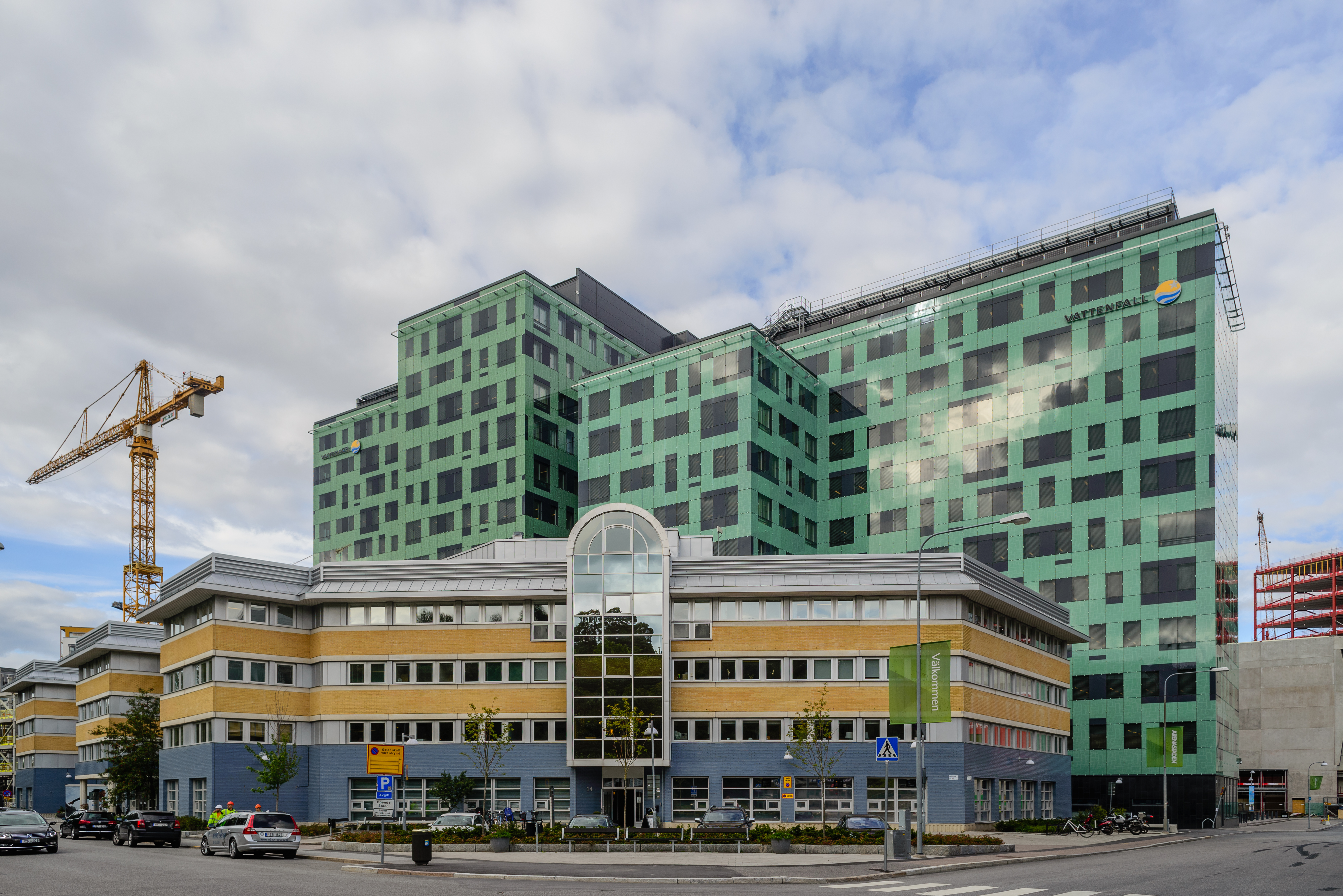
Das Vattenfall-Hauptquartier wurde im Herbst 2012 in einen Neubau in dem nördlich an Stockholm angrenzenden Vorort Solna verlegt.

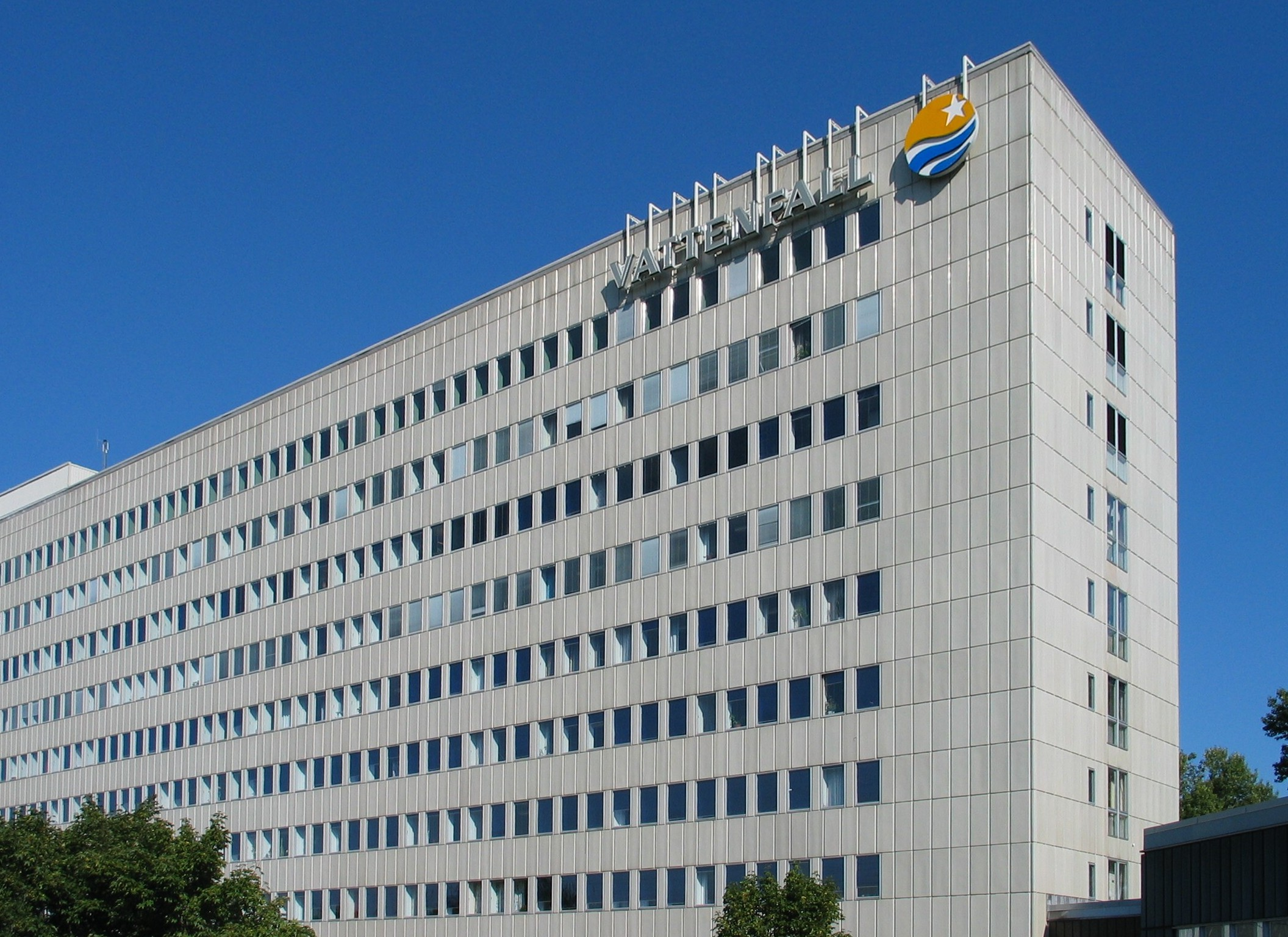
Die als Denkmal geschützten Vattenfall-Geschäftsgebäude in Råcksta, westlich von Stockholm, wurden im Herbst 2012 verlassen und werden seitdem für Wohnzwecke umgerüstet.

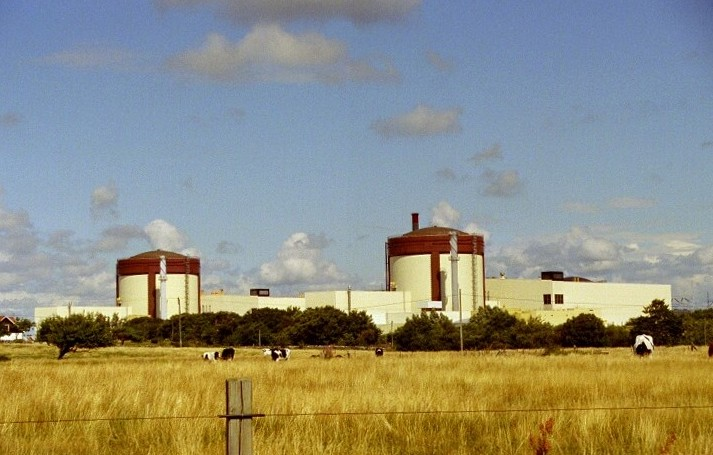
27 % der konzernweiten Stromproduktion wird durch Kernkraft gewonnen. Vattenfalls ältestes Kernkraftwerk Ringhals im Westen von Schweden läuft 2014 im 40. Betriebsjahr.

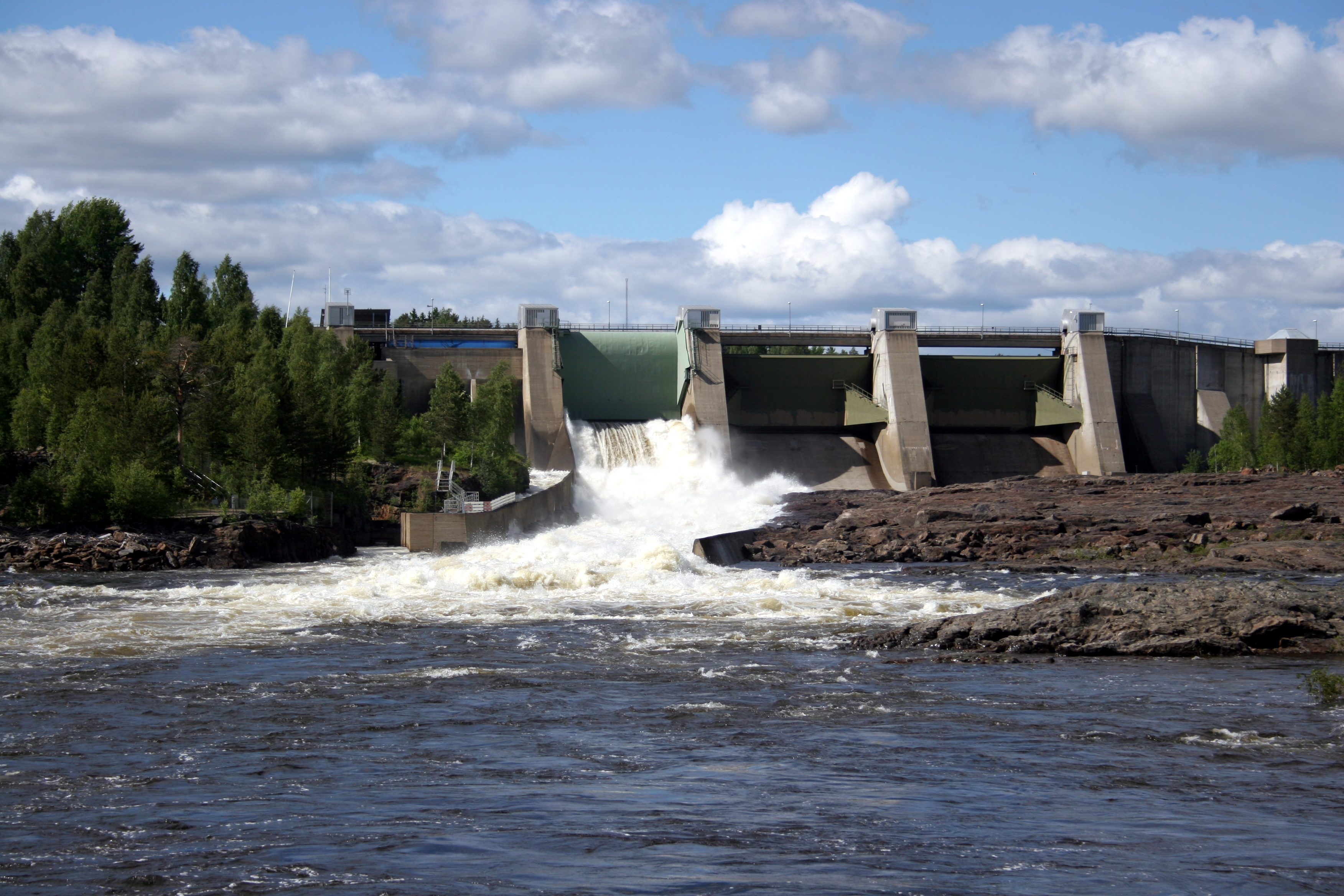
Etwa ein Viertel der konzernweiten Stromproduktion basiert auf Wasserkraft mit Schwerpunkt im Norden Schwedens, wie in Stornorrfors bei Umeå.

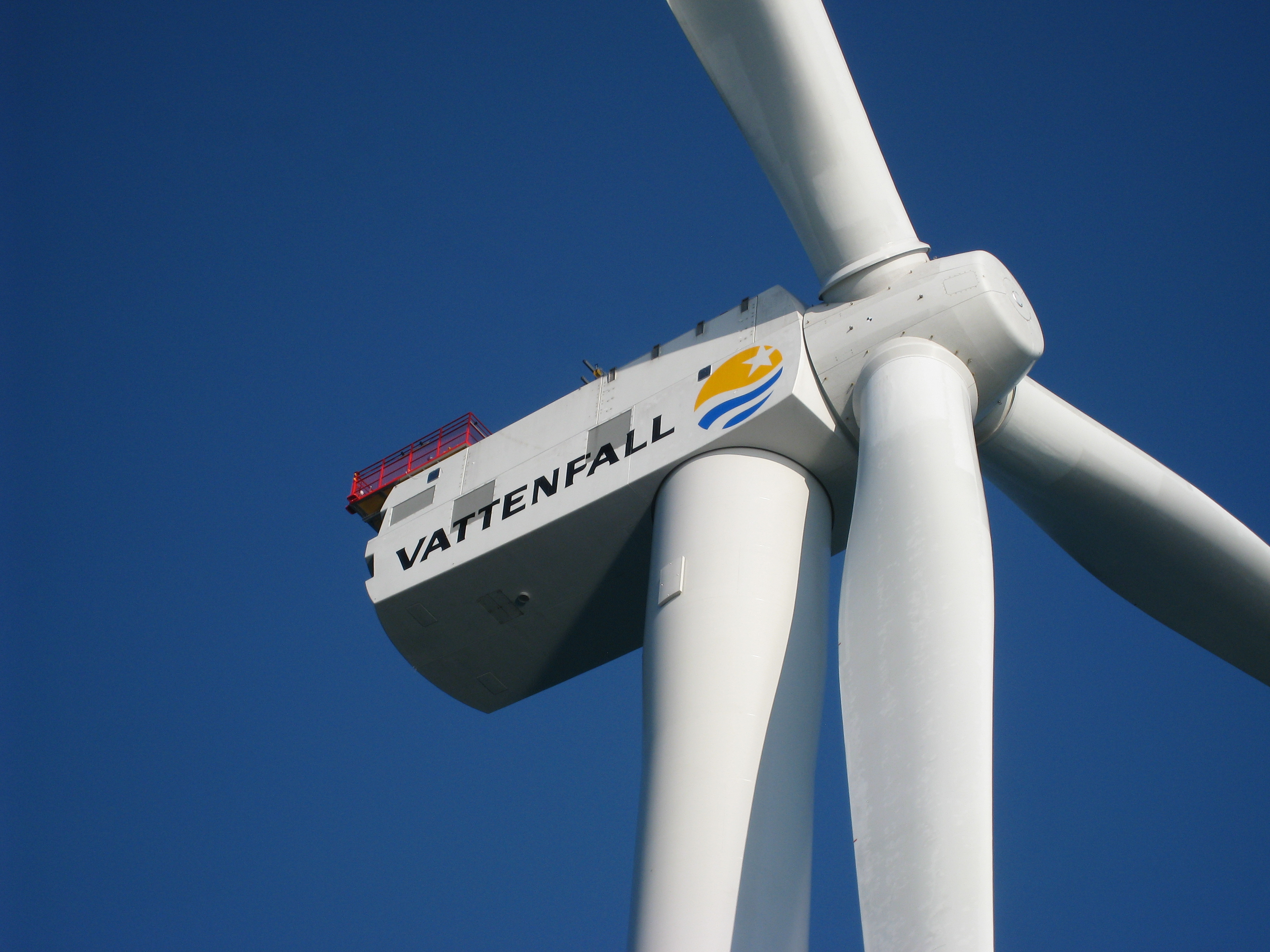
Windkraft auf See gewinnt in Vattenfalls Erzeugungsportfolio an Bedeutung. Hier eine REpower-5M-Turbine des Windparks Ormonde in Großbritannien.

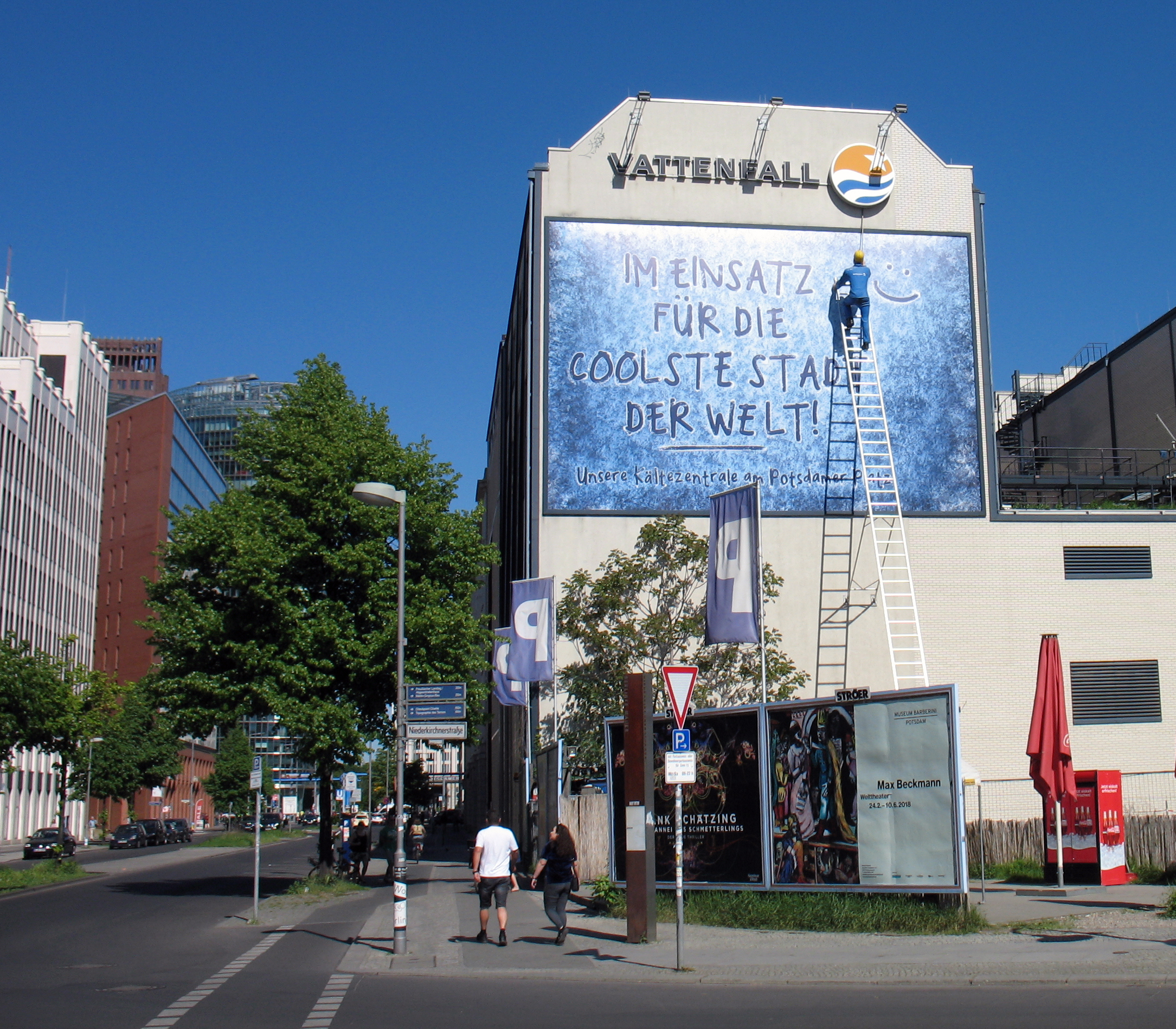
„Im Einsatz für die coolste Stadt der Welt“
Stresemannstraße 122, in Berlin-Mitte

Die Wurzeln von Vattenfall reichen bis ins Jahr 1899 zurück. Auf Initiative des schwedischen Parlaments sollte die Energie des Trollhättan-Wasserfalls stärker genutzt werden. Im Zuge von Instandhaltungsarbeiten kam die Idee eines Wasserkraftwerks auf. Anfang des 20. Jahrhunderts nahm das Vorhaben Gestalt an. Im Jahr 1909 wurde die „Kungliga Vattenfallstyrelsen“ (die königliche Wasserfall-Kommission) eingesetzt, um verstärkt an der Stromerzeugung mittels Wasserkraft zu arbeiten. Dieses Jahr gilt als Geburtsstunde des späteren Vattenfall-Konzerns. Damals belieferte das Unternehmen vornehmlich Industriekunden. Bis in die 1920er Jahre wurden einzelne elektrische Netze errichtet und sukzessive miteinander verknüpft – bis zum landesweiten Einheitsnetz 1952. Im Jahr 1951 wurde das erste Großkraftwerk nach dem Zweiten Weltkrieg eingeweiht. Der Stromverbrauch in Schweden stieg in dieser Zeit permanent an. So wurden seit Ende der 1940er Jahre Stimmen laut, die Schwedens Einstieg in die Atomstromgewinnung forderten. Der erste Versuchsreaktor wurde 1954 am königlichen Technikinstitut in Stockholm in Betrieb genommen. Vattenfall baute das kleine Kernkraftwerk Ågesta (Leistung 10 MW). Betrieben wurde der Kernreaktor mit unangereichertem Uran (→ CANDU-Reaktor). Im Laufe der 1960er Jahre wurden die Aktivitäten zum Ausbau der Nutzung von alternativen Energiequellen von Vattenfall zurückgeschraubt. Das Unternehmen setzte auf Kernenergie und baute im Laufe der 1970er Jahre die Zahl der Kernkraftwerke beständig aus (→ Kernenergie in Schweden). Das Ende des Wachstums in Schweden erschien nach den 1980er Jahren als wahrscheinlich. Die Öffnung verschiedener nationaler Energiemärkte in Nord- und Mitteleuropa führten zur Expansion Vattenfalls – unter anderem nach Großbritannien, Norwegen und Deutschland. Im Laufe der 1990er Jahre expandierte das schwedische Unternehmen in Ländern Nord- und Mitteleuropas. Möglich wurde dies auch durch die Liberalisierung der jeweiligen nationalen Stromnetze.

### Expansionsphase in Europa (1996–2009)
Seit 1996 ist das Unternehmen international tätig. Ab 1999 erwarb Vattenfall Anteile an Energieversorgungsunternehmen wie Hamburgische Electricitäts-Werke, der Vereinigte Energiewerke AG und am Bergbauunternehmen Lausitzer Braunkohle AG. Zusammen mit der 2003 anteilig erworbenen Berliner Bewag fusionierten diese Unternehmen zur Vattenfall Europe AG. Mit der Fusion wurde Vattenfall (nach E.ON, RWE und EnBW) zum viertgrößten deutschen Stromkonzern. Die Marken HEW und Bewag wurden nach der Fusion bis 2006 beibehalten. 2006 wurde auf der Hauptversammlung der Vattenfall Europe der Ausschluss von Minderheitsaktionären mittels eines Squeeze-out beschlossen. Die Übertragung der Aktien von Minderheitsaktionären der Vattenfall Europe an den schwedischen Mutterkonzern wurde mit dem Eintrag in das Handelsregister Berlin am 21. April 2008 beendet und die Börsennotierung des Konzerns damit eingestellt.
Ab 2009 übernahm Vattenfall schrittweise das niederländische Energieversorgungsunternehmen Nuon (Umsatz 6,1 Mrd. Euro/2008) zu einem Barpreis von 9,86 Milliarden Euro. Zunächst wurde der Erwerb von 49 % der Aktien mit Übernahme der operativen Führung realisiert. Weitere Anteile wurden innerhalb der folgenden Jahre übernommen. Vorherige Anteilseigner von Nuon waren niederländische Städte und Provinzen. Der Netzbereich von Nuon ist von dem Vorhaben nicht betroffen. Er wurde im Juli 2008 von Nuon im Rahmen der staatlichen Entflechtung abgetrennt und wird in der unabhängigen Netzgesellschaft Alliander betrieben. Vattenfall beabsichtigte mit dem Erwerb von Nuon, seine Position im europäischen Energiesektor durch Vertretung auch in den Benelux-Ländern weiter auszubauen. Zuvor hatte sich Vattenfall vergeblich um die Übernahme von Essent beworben. Die Transaktion sollte ferner die bis dato weniger ausgeprägte Entwicklung der Gasaktivitäten von Vattenfall verbessern und die Stellung als größter Anbieter von Offshore-Windenergieanlagen ermöglichen. In den Jahren 2012 und 2013 wurde bekannt, dass Vattenfall aufgrund des nunmehr schwierigen Geschäftsumfeldes für Gas-befeuerte Stromerzeugung Abschreibungen im Wert von insgesamt knapp 40 % auf den Unternehmenswert von Nuon vornimmt. Aufgrund des als zu hoch eingestuften Kaufpreises wurde der Nuon-Kauf in der schwedischen Presse im Jahr 2013 in Rückschau stark kritisiert.

### Schwierigkeiten im europäischen Kerngeschäft
Ab Mitte der 2000er Jahre wurde das Marktumfeld in Vattenfalls Kerngeschäften Strom, Gas und Wärmeproduktion insbesondere auf dem europäischen Festland zunehmend schwieriger. Das klassische Geschäftsmodell der Grundlaststromproduktion litt unter der zunehmenden Rolle von erneuerbaren Energien und damit einhergehenden sinkenden Preisen auf Strom-Großhandelsmärkten. Ebenso machten der Atomausstieg in Deutschland sowie die fehlende Wirtschaftlichkeit von Gaskraftwerken unter hohen Gaspreisen dem Konzern zu schaffen. Ende 2012 wurden im Rahmen einer außerordentlichen Hauptversammlung die finanziellen Unternehmensziele von Seiten der schwedischen Regierung gelockert. Die für Januar 2014 beschlossene Aufspaltung des Konzerns in einen nordischen Teil und einen kontinentaleuropäischen Teil bewerten einige Analysten als Vorläufer zu einem teilweisen oder kompletten Rückzug der Vattenfall AB aus der Braunkohleverstromung in Deutschland. Auf dem Spiel steht nunmehr auch das Engagement des Konzerns im Netzbetrieb der Fernwärme- und Stromverteilnetze in Hamburg und Berlin. Wenngleich nicht ganz freiwillig, einigte sich Vattenfall infolge einer Volksabstimmung mit der Stadt Hamburg Anfang 2014 auf den direkten Verkauf des Strom-Verteilnetzes sowie den optionalen Verkauf des Fernwärmenetzes an die Freie und Hansestadt Hamburg. An Strom- und Fernwärmenetz in Berlin will der Konzern weiterhin festhalten, nachdem der dortige Volksentscheid über die Rekommunalisierung der Berliner Energieversorgung 2013 knapp am Erreichen des Quorums scheiterte (zum Fernwärmenetz siehe auch Vattenfall Wärme Berlin). Im April 2021 wurde bekannt, dass nach einem langen Rechtsstreit das Berliner Stromnetz wieder verstaatlicht wird, sofern das Berliner Abgeordnetenhaus dem Rückkaufpreis in Höhe von 2,143 Milliarden Euro zustimmt.

### Engagement in den Bereichen erneuerbare Energien und Emissionsreduktion
2012 gab die schwedische Regierung Vattenfall vor, sich künftig stärker auf erneuerbare Energien zu konzentrieren und weniger auf Kohlestrom und Atomstrom.
Nachhaltigkeitsziele erfordern von Vattenfall eine Senkung der Kohlendioxidemissionen bis zum Jahr 2020 auf 65 Millionen Tonnen (2010: 94 Mio. Tonnen). Vor dem Hintergrund dieses Nachhaltigkeitziels wurde Anfang 2013 das Braunkohlekraftwerk Lippendorf zum Verkauf öffentlich angeboten. In diesem Kontext sind auch die Bemühungen Vattenfalls zu sehen, die Technik der CO2-Abscheidung und -Speicherung zur Marktreife zu bringen. Vattenfall plante ursprünglich an einem neuen Braunkohlekraftwerk beim Kraftwerk Jänschwalde in Brandenburg ein Projekt zur CO2-Abscheidung und -Speicherung. Diese Planungen wurden jedoch im Dezember 2011 eingestellt.
Der Konzern investiert seit Beginn der 2000er Jahre in verschiedene Großprojekte im Bereich der Windenergie auf See. Darunter fallen etwa Beteiligungen Vattenfalls an den deutschen Nordsee-Windparks DanTysk, Sandbank (je 288 MW) und alpha ventus (60 MW) sowie an zahlreichen britischen Projekten. Während Vattenfall in Deutschland bis auf eine 20%ige Minderheitsbeteiligung in Brokdorf aus der Atomstromproduktion ausgestiegen ist, wird im schwedischen Geschäft die Kernenergie weiterhin als CO2-arme Option zur Erreichung der Klimaziele verfolgt. Im Juli 2017 erklärte das Unternehmen binnen einer Generation aus der Nutzung fossiler Energieträger aussteigen zu wollen. Ersetzt werden sollen diese durch erneuerbare Energien. Zudem sollen die Kernkraftwerke in Schweden noch 25 Jahre betrieben werden. Wenige Wochen zuvor hatte sich das Land per Parlamentsbeschluss das Ziel gesetzt, bis 2045 vollständig treibhausgasneutral zu sein.
| Windpark auf See    | Meer        | Land                   | Kapazität (MW) | Beteiligung | Betrieb        |
| ------------------- | ----------- | ---------------------- | -------------- | ----------- | -------------- |
| Alpha ventus        | Nordsee     | Deutschland            | 60             | 26,25 %     | 2009           |
| DanTysk             | Nordsee     | Deutschland            | 288            | 51 %        | 2014           |
| Sandbank            | Nordsee     | Deutschland            | 288            | 51 %        | 2017           |
| Egmond aan Zee      | Nordsee     | Niederlande            | 109            | 25 %        | 2007           |
| Horns Rev           | Nordsee     | Dänemark               | 160            | 60 %        | 2002           |
| Kentish Flats       | Nordsee     | Vereinigtes Königreich | 139,5          | 100 %       | 2005, 2015     |
| Lillgrund           | Ostsee      | Schweden               | 110            | 100 %       | 2007           |
| Ormonde             | Irische See | Vereinigtes Königreich | 150            | 51 %        | 2011           |
| Thanet              | Nordsee     | Vereinigtes Königreich | 300            | 100 %       | 2010           |
| Aberdeen Bay        | Nordsee     | Vereinigtes Königreich | 92             | 100 %       | 2018           |
| Kriegers Flak       | Ostsee      | Dänemark               | 604            | 100 %       | 2021           |
| Hollandse Kust Zuid | Nordsee     | Niederlande            | 1540           | 50,5 %      | 2023[veraltet] |
| Vesterhav           | Nordsee     | Dänemark               | 345            | 100 %       | 2023[veraltet] |
| Nordlicht I         | Nordsee     | Deutschland            | 980            | 100 %       | 2027           |
| Nordlicht II        | Nordsee     | Deutschland            | 630            | 100 %       | 2028           |

## Stromerzeugung
In Schweden nutzt Vattenfall AB je zur Hälfte Kernenergie und Wasserkraft zur Stromerzeugung.
Die Verteilung der Energieträger international stellte sich bis 31. Dezember 2020 wie folgt dar:
- Wasserkraft: 35,2 %
- Kernenergie: 34,8 %
- Fossile Energie: 20,1 %
- Windenergie: 9,6 %
- Biomasse: 0,3 %

## Kritik
Für eine internationale Werbekampagne wurde Vattenfall 2023 von der Deutschen Umwelthilfe mit dem Goldenen Geier 2023 für Greenwashing ausgezeichnet. Zusammen mit Schauspielerin und Model Cara Delevingne bewarb der schwedische Energiekonzern Vattenfall ein Gesichtsspray, das aus industriellem Abwasser besteht. Das Ziel war der Beweis der Sauberkeit von grünem Wasserstoff sowie die Hervorhebung von Vattenfall als Vorreiter auf dem Gebiet.